# أسقفية الكنائس الروسية الأرثوذكسية في غرب أوروبا
أسقفية الكنائس الروسية الأرثوذكسية في غرب أوروبا، هي أسقفية أرثوذكسية شرقية شبه مستقلة تتبع بطريركية القسطنطينية المسكونية. تهتم برعاية الروس الأرثوذكس المهاجرين في دول غرب أوروبا ومركزها في باريس العاصمة الفرنسية.

## لمحة تاريخية
أسس هذه الأسقفية البطريرك تيخون عام 1921، وقد كانت الأسقفية تابعة للكنيسة الروسية الأرثوذكسية حتى عام 1930، عندما شعر أسقفها الميتروبوليت إيفولجي بصعوبة التواصل مع بطريركية موسكو في ظل الهيمنة الشيوعية على عموم روسيا عقب الثورة البلشفية عام 1917، فوضع إيفولجي نفسه ورعيته تحت إمرة البطريركية الأرثوذكسية المسكونية في استنبول. وفي عام 1999 عاد البطريرك المسكوني برثلماوس الأول للتأكيد على استقلالية هذه الأسقفية في إدارة شؤونها الإدارية، الرعوية والمادية.
راعي هذه الأسقفية الحالي هو الميتروبوليت كبرائيل، وتتبع الطقس البيزنطي في الصلاة مع استعمال اللغات السلافية، الفرنسية، الإنكليزية والهولندية، ويتبع الأسقفية ستون رعية منشرة في مختلف بلدان أوروبا الغربية.

## وصلات خارجية
الموقع الرسمي لأسقفية الكنائس الروسية الأرثوذكسية في غرب أوروبا